# بيض موتولينيوس
بيض موتولينيوس تلفظ بالإسبانية: ‎/ˈweβos motuˈleɲos/‏ وجبة إفطار نشأت في مدينة موتول (يوكاتان- المكسيك)، يعتمد الطبق على الخبز.
يُصنع من البيض على التورتيلا مع الفاصوليا السوداء والجبن، وغالبًا يتم تقديمه مع مكونات أخرى مثل لحم الخنزير والبازلاء والموز والصلصة الحارة.
بالإضافة إلى تقديمه في العديد من المطاعم في
يوكاتان وكوينتانا رو وأواكساكا، فإن طبق الإفطار هذا شائع أيضًا في كوبا وكوستاريكا. يتم تحضير الطبق بطريقة مختلفة في أماكن أخرى حيث لا يطهي الصلصة مع المكونات معًا، بل تحضر واحدة تلو الأخرى.

## الصنع
كان المبدع الأصلي لوصفة بيض موتولينو هو الشيف جورجي سيكوف، الذي كان يمتلك أشهر مطعم في سيكيف وموتول في المكسيك. وفقًا لما تم ذكره عن السكان، تم إنشاء هذا الطبق في عام 1921 بناءً على طلب مباشر من حاكم يوكاتان آنذاك فيليبي كاريلو بويرتو؛ نظرًا لأن شخصيات مختلفة من الحكومة المكسيكية كانت تزور المدينة، من بينهم المعلم الشهير خوسيه فاسكونسيلوس الذي أحضر دييغو ريفيرا وخايمي توريس بوديت وكارلوس بيليسر، من بين شخصيات بارزة أخرى، في حاشيته؛ وأراد الحاكم ترفيههم بإفطار استثنائي.
ثم شرع جورجي في تحسين إفطار الحاكم المفضل (البيض والتورتيلا والفول المقلي) مضيفًا بعض الخطوات لتحضير الصلصة مثل قلي البصل بزيت الزيتون (قبل إضافته) واستخدام مكونات إضافية مثل لحم الخنزير والبازلاء المطبوخة. وكانت النتيجة هي الوصفة الأصلية لبيض موتولينو، الذي خضع لتحولات وإضافة مكونات مختلفة مثل الموز المقلي، وجبن دايسي وجبن الحساء فيما بعد.[بحاجة لمصدر]